# Abroskinski
Abroskinski (en rus: Аброскинский) és un poble (un khútor) de l'óblast de Volgograd, a Rússia, segons el cens del 2010 tenia 49 habitants.